# Ronnbergia
Ronnbergia ist eine Pflanzengattung aus der Unterfamilie Bromelioideae innerhalb der Familie der Bromeliengewächse (Bromeliaceae). Die etwa 22 Arten sind in der Neotropis von Costa Rica über Panama bis Kolumbien, Ecuador und nördliches Peru verbreitet.

## Beschreibung

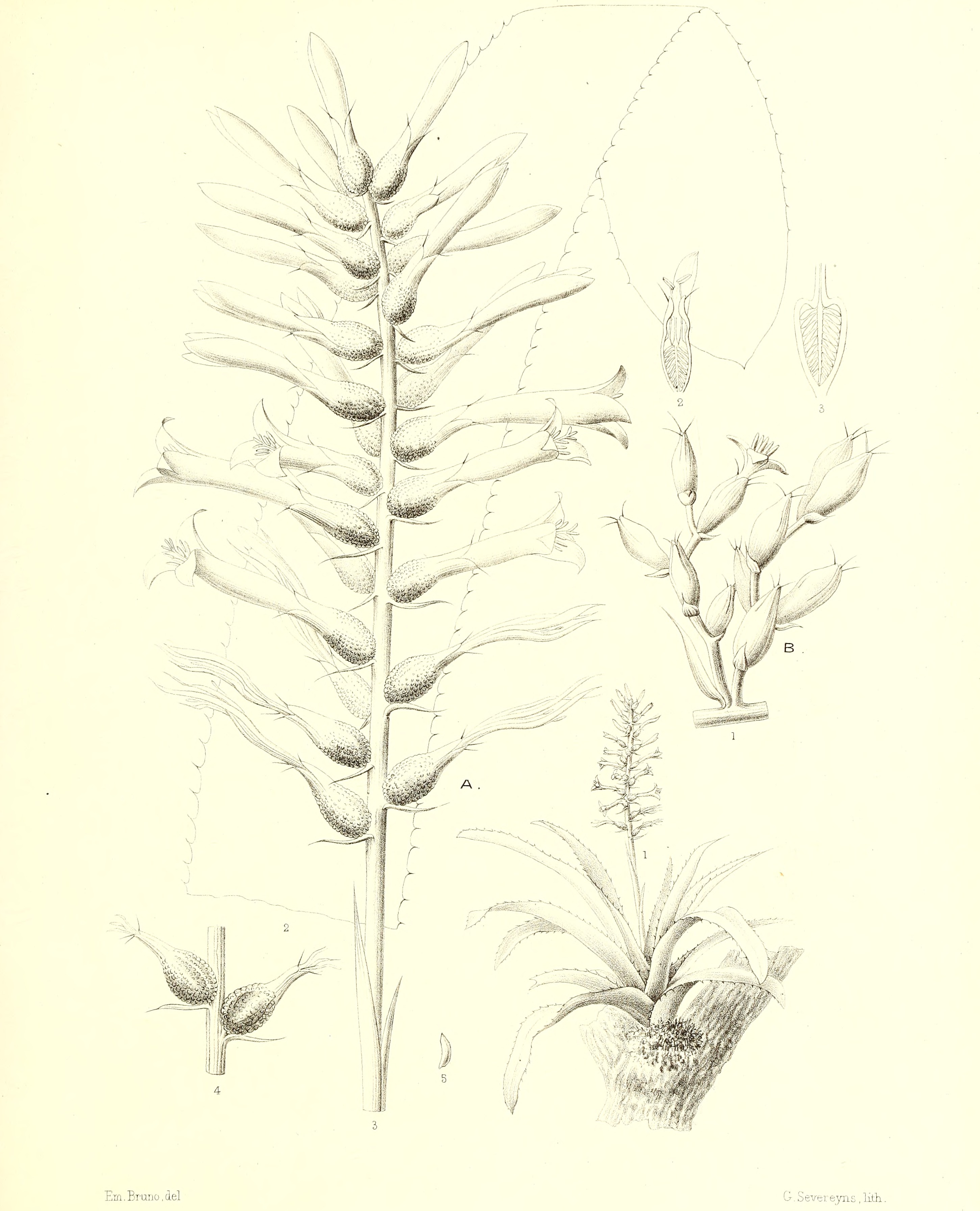
Illustration aus Bromeliaceae andreanae - description et histoire des broméliacées récoltées dans la Colombie, l'Ecuador et le Venezuela, 1889 von Ronnbergia drakeana

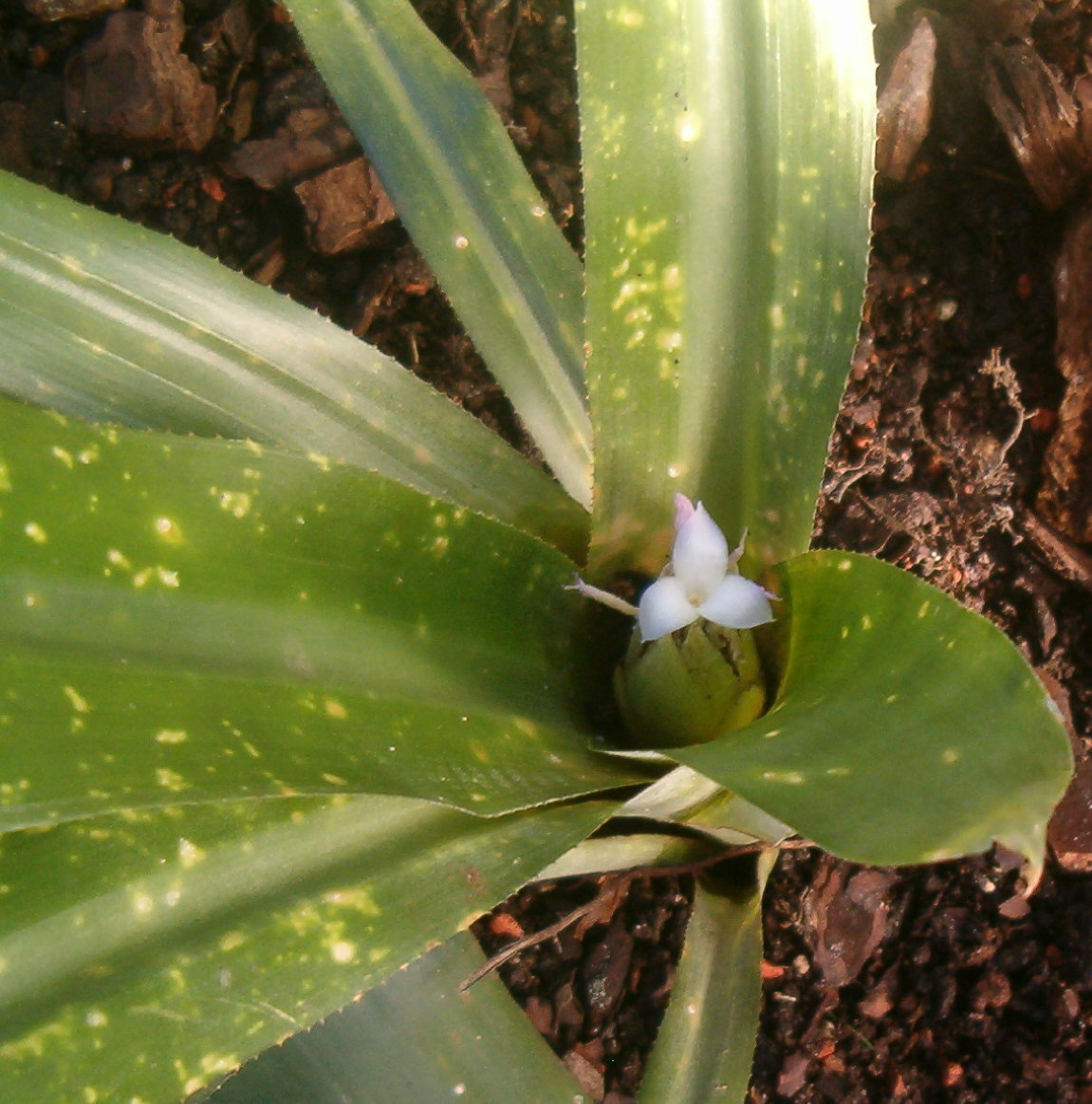
Trichterförmiger Habitus und Blütenstand von Ronnbergia nidularioides von oben mit einer geöffneten Blüte

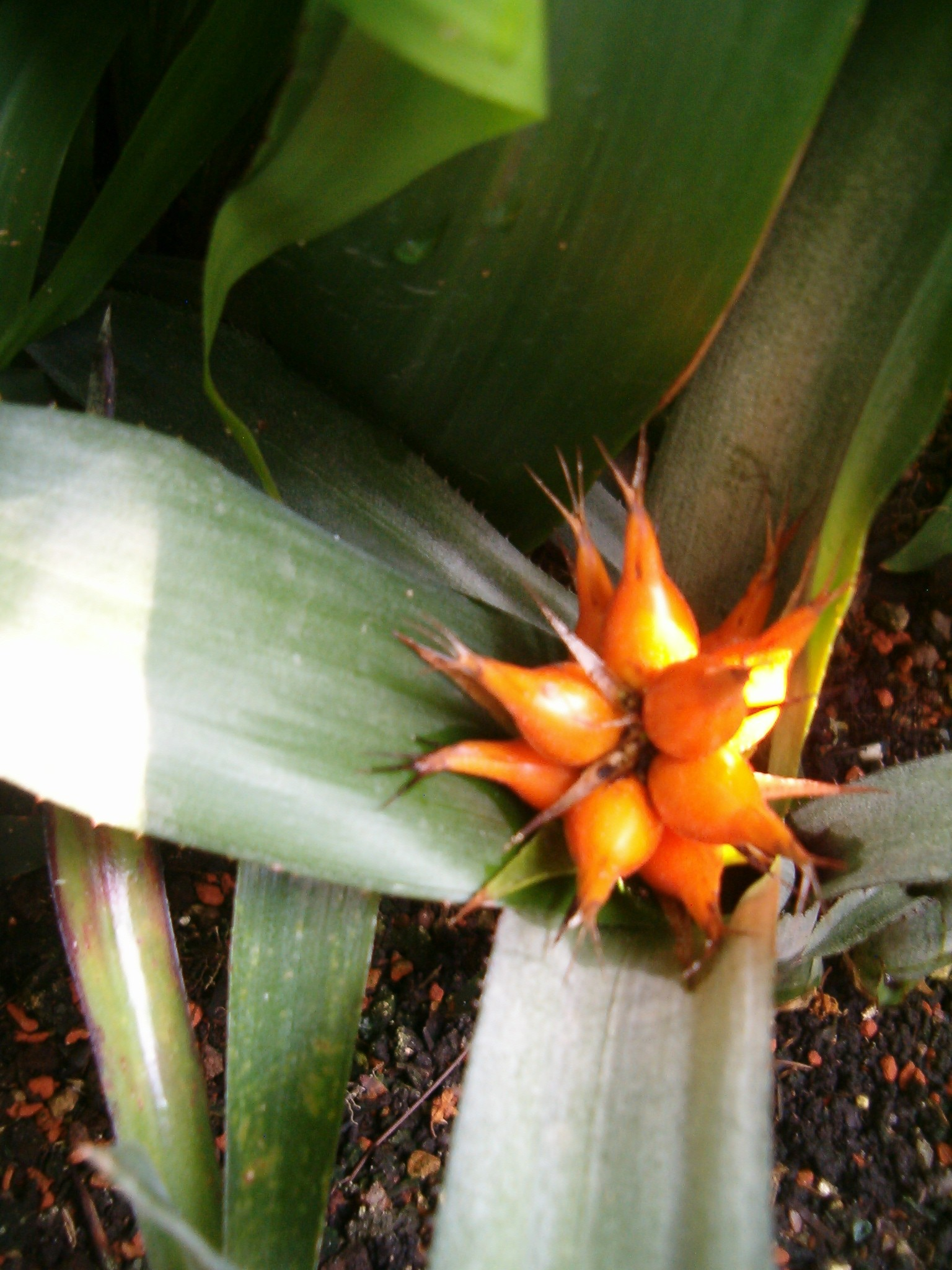
Trichterförmiger Habitus und Fruchtstand von Ronnbergia petersii

### Vegetative Merkmale
Die Ronnbergia-Arten sind epiphytisch und terrestrisch lebende, immergrüne, ausdauernde krautige Pflanzen. Sie bilden durch Ausläufer Bestände. Manche Arten sehen Neoregelia-Arten ähnlich.
Derbe Laubblätter sitzen an einer gestauchten Sprossachse und bilden Trichter, in denen oft Wasser gesammelt wird. Die einfachen, parallelnervigen, zungenförmigen Laubblätter besitzen glatte bis stachelig gezähnte Blattränder. Bei manchen Arten sind die Laubblätter über der Blattscheide stielartig verschmälert. Die Blattflächen sind einfach grün oder gezeichnet und besitzen auf der Blattunterseite angedrückte Schuppenhaare.

### Generative Merkmale
Der Blütenstandsschaft ist oft mehr oder weniger kurz, dadurch überragt bei manchen Arten (beispielsweise Ronnbergia nidularioides, Ronnbergia petersii) der Blütenstand den Blatttrichter nicht oder nur wenig. Die Hochblätter sind meist unscheinbar. Der einfache, ährige Blütenstand ist dicht bis locker.
Die ungestielten, pentazyklischen (fünf Blütenblattkreise), zwittrigen, radiärsymmetrischen Blüten sind dreizählig. Die drei meist blauen Kronblätter besitzen an ihrer Basis keine Schüppchen. Drei Fruchtblätter sind zu einem unterständigen Fruchtknoten verwachsen.
Blütenformel:
{\displaystyle \star \;K_{3}\;C_{3}\;A_{3+3}\;G_{\overline {(3)}}}
Die bei Reife oft intensiv gefärbten Beeren enthalten zahlreiche Samen. Eine Besonderheit tritt bei Ronnbergia explodens auf, die ihrem Artepitheton recht gibt, da ihre reifen Beeren sich mit einem lauten Knall, also explosionsartig, vom Blütenstand ablösen und die schleimig umhüllten Samen herausspritzen.

## Systematik und Verbreitung

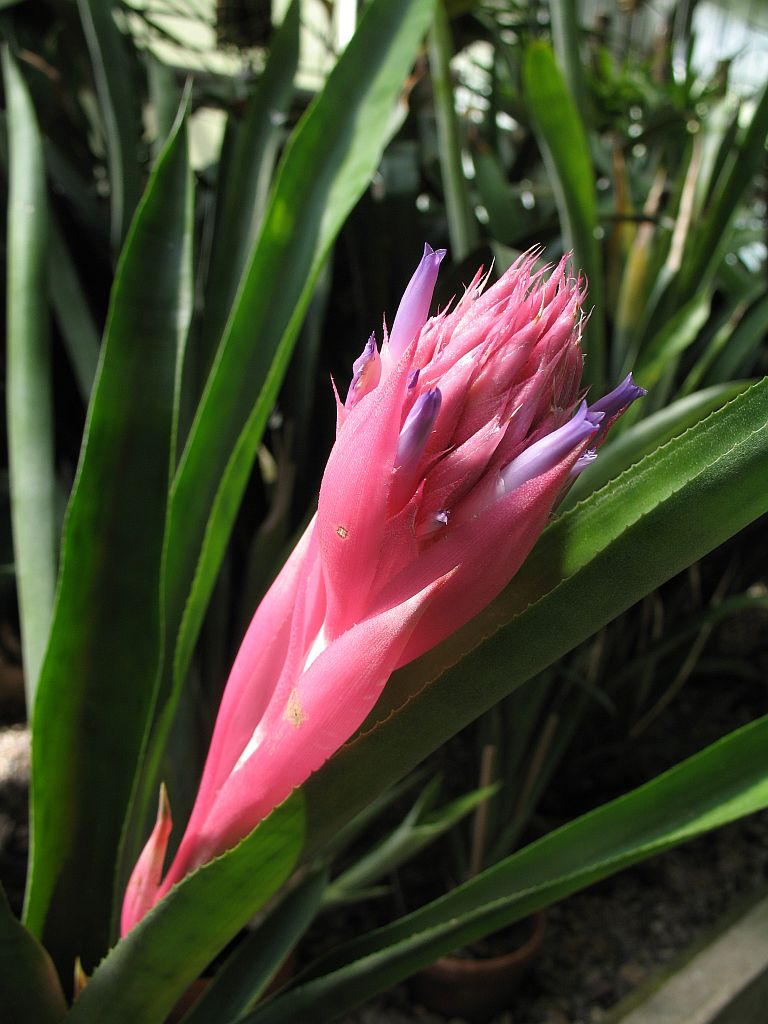
Blütenstand von Ronnbergia allenii

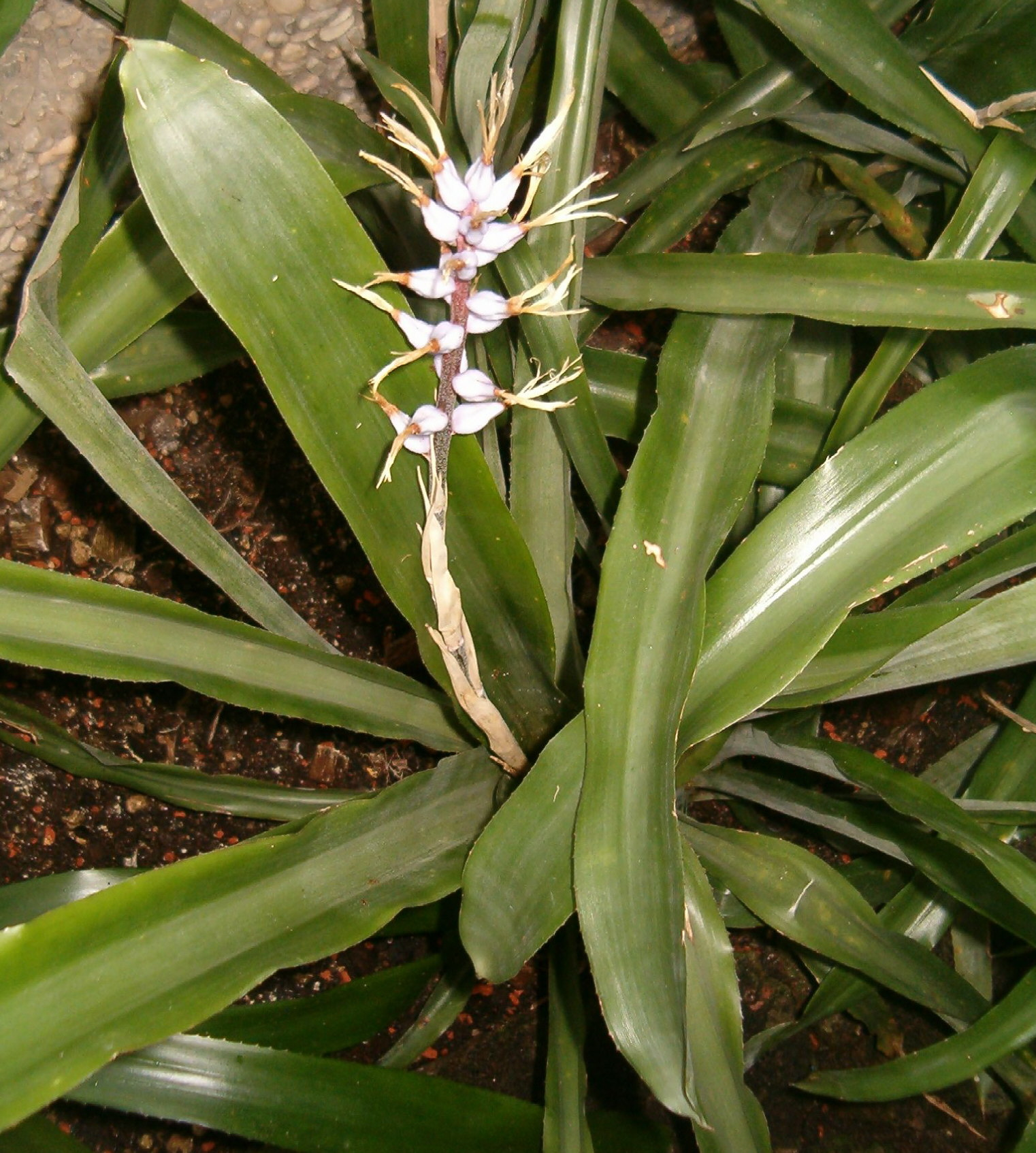
Habitus, Laubblätter und Blütenstand nach der Anthese von Ronnbergia drakeana

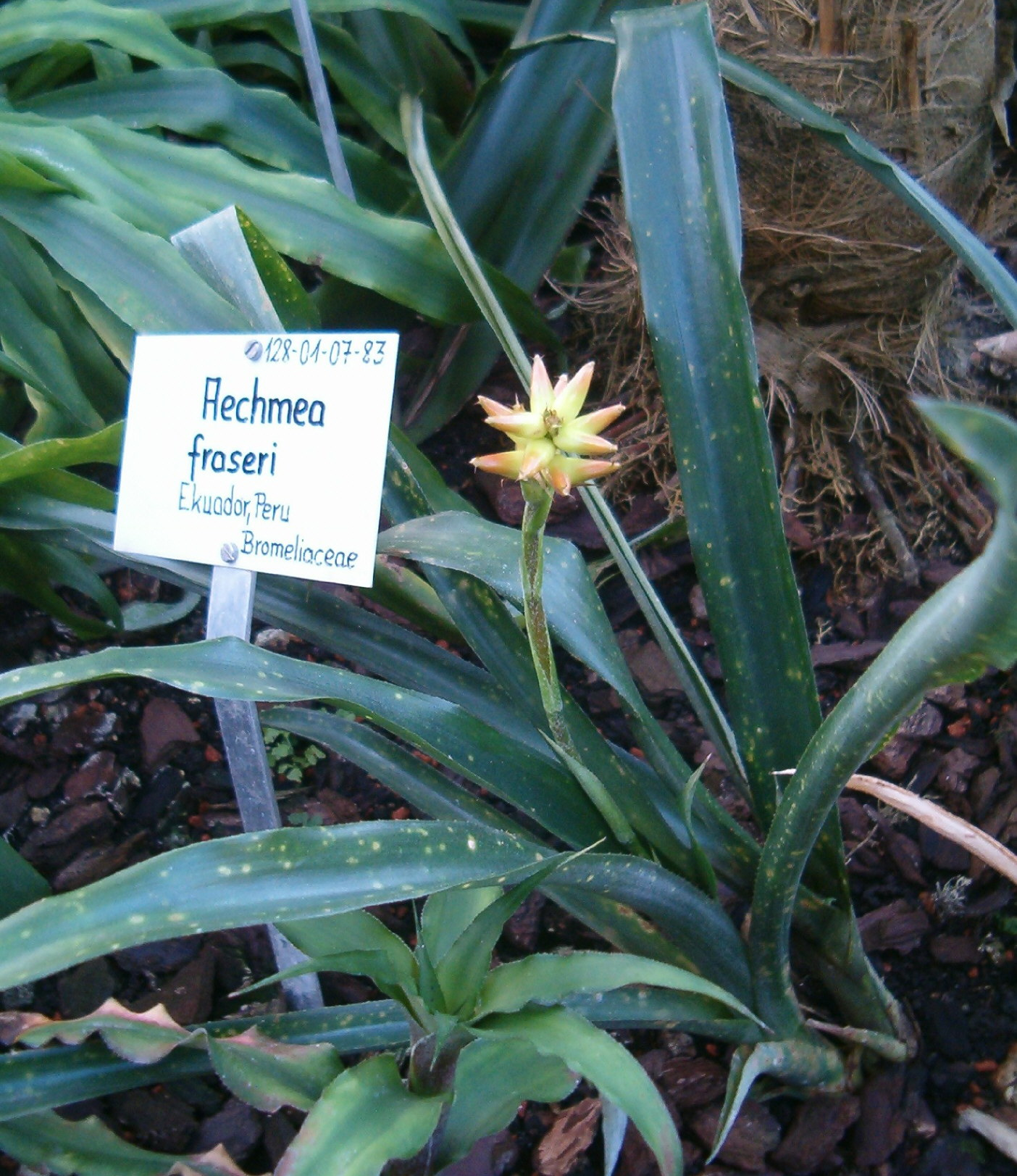
Habitus, Laubblätter und Blütenstand von Ronnbergia fraseri

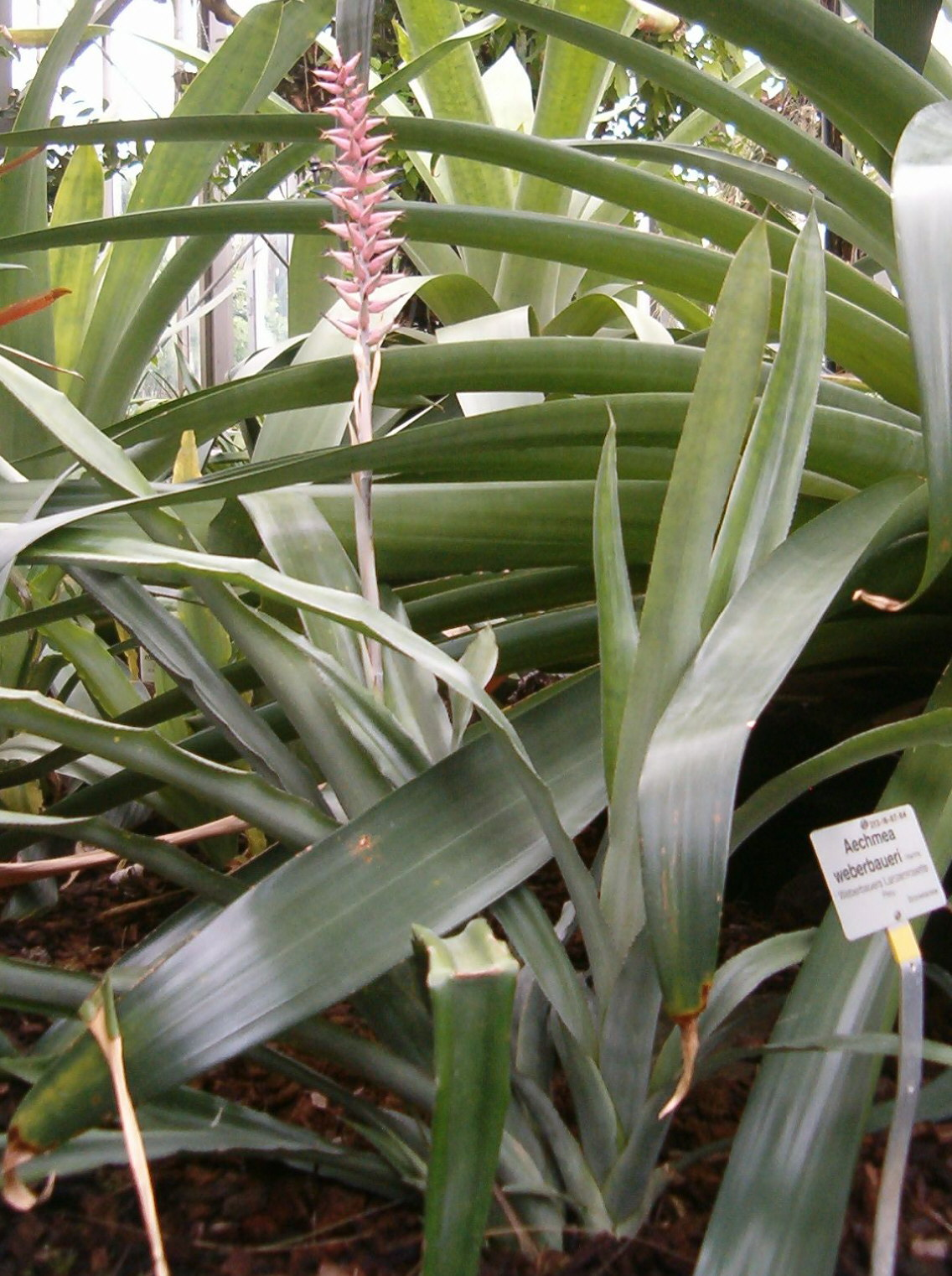
Habitus, Laubblätter und Blütenstand von Ronnbergia weberbaueri

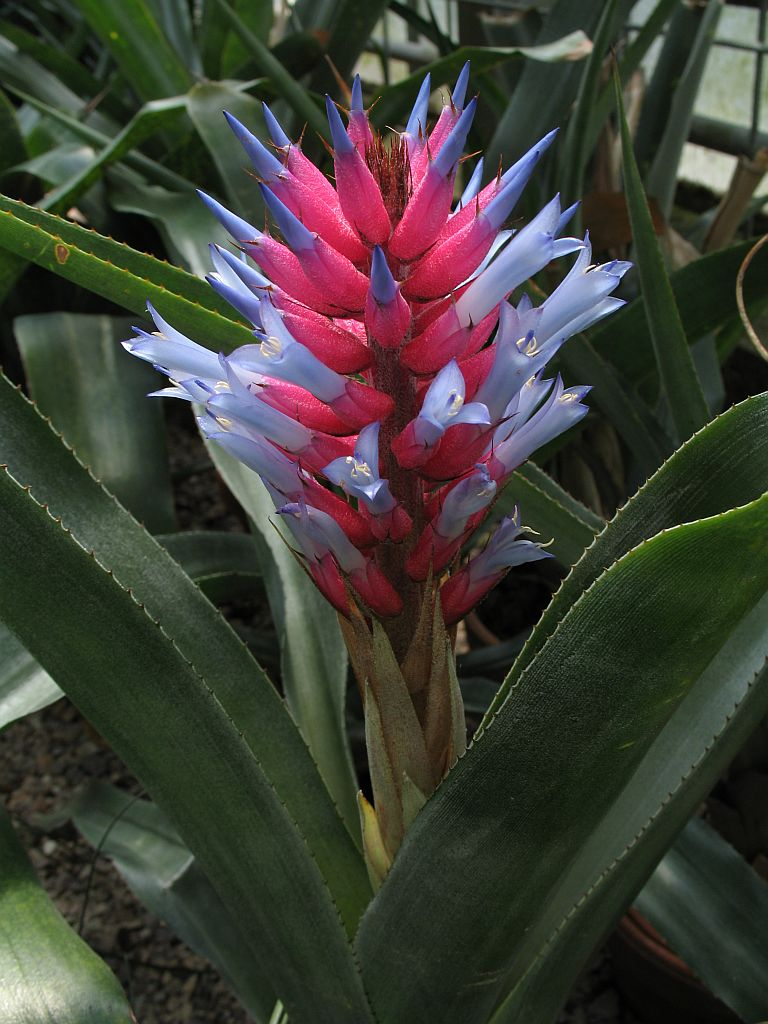
Blütenstand mit blauen Blüten von Ronnbergia wuelfinghoffii

Die Gattung Ronnbergia wurde 1874 von Charles Jacques Édouard Morren und Édouard François André in L'illustration horticole, 21, S. 120 mit der Typusart Ronnbergia morreniana Linden & André aufgestellt. Der botanische Gattungsname Ronnbergia ehrt den Direktor für Landwirtschaft und Gartenbau im belgischen Innenministerium Auguste Ronnberg.
Die Verwandtschaft rund um die Gattung Ronnbergia wurde durch Aguirre-Santoro et al. 2016 und Aguirre-Santoro 2017 untersucht und es ergaben sich wesentliche taxonomische Änderungen mit einem erheblich größeren Umfang dieser Gattung.
Das Verbreitungsgebiet reicht von Costa Rica bis Kolumbien, nördliches Peru und Brasilien.
In der Gattung Ronnbergia gab es 2008 etwa 14 Arten, seit 2017 sind es etwa 22 Arten:
- Ronnbergia aciculosa (Mez & Sodiro) Aguirre-Santoro (Syn.: Aechmea aciculosa Mez & Sodiro): Diese Neukombination erfolgte 2017. Sie gedeiht als Epiphyt in Küstengebieten in Tiefland- und tiefergelegenen Berg-Regenwäldern in Ecuador.[5]
- Ronnbergia allenii (L.B.Sm.) Aguirre-Santoro (Syn.: Aechmea allenii L.B.Sm.): Diese Neukombination erfolgte 2017. Sie gedeiht als Epiphyt in Höhenlagen von 900 bis 1000 Metern in Panama (Cocle, Panama).[5]
- Ronnbergia campanulata Gilmartin & H.Luther: a) Dieser terrestrisch wachsende Endemit ist nur vom Typusstandort in den nordwestlichen Cordillera del Cóndor oberhalb des Río Zamora bekannt. Sie wurde seit 1972 kein weiteres Mal gefunden und das Verbreitungsgebiet scheint sehr klein zu sein, dabei ist das Gebiet durch Holzeinschlag beeinträchtigt. Dies führt zu einer Einstufung in der Roten Liste der IUCN als „stark gefährdet“ (= „Endangered“).[8] b) Sie gedeiht epiphytisch in Höhenlagen von etwa 1950 Metern in Ecuador nur in Morona-Santiago.[5]
- Ronnbergia columbiana E.Morren: a) Sie kommt von Kolumbien bis ins nördliche Peru vor.[9] b) Sie gedeiht im dichten Regenwald in Höhenlagen von etwa 270 Metern in Peru nur im Departamento Amazonas.[5]
- Ronnbergia deleonii L.B.Sm.: Sie kommt in Ecuador und in Kolumbien nur in Narino vor. Sie gedeiht als Epiphyt im Unterwuchs feuchter Bergregenwälder in Höhenlagen von 550 bis 1150 Metern.[5]
- Ronnbergia drakeana (André) Aguirre-Santoro (Syn.: Aechmea drakeana André): Diese Neukombination erfolgte 2017. Sie gedeiht als Epiphyt in feuchten Bergregenwäldern in Höhenlagen von 600 bis 2000 Metern in Ecuador und Peru.[5]
- Ronnbergia explodens L.B.Sm.: Sie gedeiht terrestrisch und epiphytisch im unteren Bereich der Stämme im Nebelwald in Höhenlagen von 900 bis 1450 Metern mit Fundorten in Panama und im nördlichen Peru.[5]
- Ronnbergia fraseri (Baker) Aguirre-Santoro (Syn.: Aechmea fraseri Baker): Diese Neukombination erfolgte 2017. Sie gedeiht terrestrisch in Höhenlagen von 1440 bis 1500 Metern in Ecuador und Peru.[5]
- Ronnbergia germinyana (Carriere) Aguirre-Santoro (Syn.: Aechmea germinyana Carriere): Diese Neukombination erfolgte 2017.: Sie gedeiht terrestrisch und epiphytisch in feuchten Bergregenwäldern in Höhenlagen von 0 bis 1740 Metern in Panama und Kolumbien.[5]
- Ronnbergia hathewayi L.B.Sm.: Sie gedeiht in Höhenlagen von etwa 800 Metern in Costa Rica nur in Cartago.[5]
- Ronnbergia involucrata (André) Aguirre-Santoro (Syn.: Aechmea involucrata André): Diese Neukombination erfolgte 2017.[5]
- Ronnbergia killipiana L.B.Sm.: Sie gedeiht epiphytisch in Höhenlagen von 75 bis 200 Metern in Kolumbien in Choco sowie Narino.[5]
- Ronnbergia maidifolia Mez: Sie gedeiht terrestrisch und epiphytisch in Regenwäldern in Höhenlagen von 350 bis 2000 Metern in Panama und Kolumbien.[5]
- Ronnbergia morreniana Linden & André: Sie gedeiht terrestrisch in dicken Lagen von Laubkompost in Höhenlagen von etwa 1050 Metern in Kolumbien.[5]
- Ronnbergia nidularioides H.Luther: Sie gedeiht in dichten, feuchten Wäldern epiphytisch am unteren Bereich von Bäumen oder terrestrisch in großen Beständen in Kolumbien sowie Ecuador.[5]
- Ronnbergia petersii L.B.Sm.: Dieser Endemit gedeiht in Höhenlagen von etwa 760 Metern in Panama nur in Cerro Jefe.[5]
- Ronnbergia subpetiolata (L.B.Sm.) Aguirre-Santoro (Syn.: Aechmea subpetiolata L.B.Sm.): Diese Neukombination erfolgte 2017. Dieser Endemit gedeiht feuchten Bergregenwäldern in Höhenlagen von 1700 bis 1800 Metern nur im kolumbianischen Departamento del Cauca.[5]
- Ronnbergia tonduzii (Mez & Pittier ex Mez) Aguirre-Santoro (Syn.: Aechmea tonduzii Mez & Pittier ex Mez): Diese Neukombination erfolgte 2017. Sie gedeiht feuchten Bergregenwäldern in Höhenlagen von 200 bis 2500 Metern von Costa Rica über Panama und Kolumbien bis Ecuador.[5]
- Ronnbergia veitchii (Baker) Aguirre-Santoro (Syn.: Aechmea veitchii Baker): Diese Neukombination erfolgte 2017. Sie gedeiht im Unterholz feuchter Bergregenwälder in Höhenlagen von 800 bis 2600 Metern von Costa Rica über Panama und Kolumbien bis Peru.[5]
- Ronnbergia viridispica (Aguirre-Santoro & Betancur) Aguirre-Santoro (Syn.: Aechmea viridispica Aguirre-Santoro & Betancur): Diese Neukombination erfolgte 2017. Dieser Endemit gedeiht feuchten Bergregenwäldern in Höhenlagen von 1450 bis 1600 Metern nur im kolumbianischen Antioquia.[5]
- Ronnbergia weberbaueri (Harms) Aguirre-Santoro (Syn.: Aechmea weberbaueri Harms): Diese Neukombination erfolgte 2017. Sie kommt nur im zentralen Peru vor.[5]
- Ronnbergia wuelfinghoffii (E.Gross.) Aguirre-Santoro (Syn.: Aechmea wuelfinghoffii E.Gross.): Diese Neukombination erfolgte 2017.[5] Sie gedeiht in Höhenlagen von 50 bis 200 Metern in Kolumbien.

In andere Gattungen gestellt wurden:
- Ronnbergia marantoides L.B.Sm → Lymania marantoides (L.B.Sm.) Read[5]

Einige Arten wurde in die 2017 reaktivierte Gattung Wittmackia Mez, die etwa 44 Arten enthält, gestellt:
- Ronnbergia brasiliensis E.Pereira & I.A.Penna → Wittmackia brasiliensis (E.Pereira & I.A.Penna) Aguirre-Santoro: Diese Neukombination erfolgte 2017.[5][4]
- Ronnbergia carvalhoi Martinelli & Leme: Sie gedeiht epiphytisch in Höhenlagen von 50 bis 100 Metern nur im brasilianischen Bundesstaat Bahia. → Wittmackia carvalhoi (Martinelli & Leme) Aguirre-Santoro: Diese Neukombination erfolgte 2017.[5][4]

- Ronnbergia neoregelioides Leme: Sie gedeiht epiphytisch im brasilianischen Mata Atlântica in Höhenlagen von etwa 800 Metern nur im brasilianischen Bundesstaat Bahia. → Wittmackia neoregelioides (Leme) Aguirre-Santoro: Diese Neukombination erfolgte 2017.[5][4]
- Ronnbergia silvana Leme: Sie wurde 2003 aus dem brasilianischen Bundesstaat Bahia erstbeschrieben. Sie gedeiht epiphytisch und lithophytisch. → Wittmackia silvana (Leme) Aguirre-Santoro: Diese Neukombination erfolgte 2017.[5][4]